# 文孚
文孚（穆麟德轉寫：wenfu，18世纪？—1841年），博尔济吉特氏，字秋潭。滿洲鑲黃旗人，清朝官员，曾任工部尚書。
由监生考授内阁中书，嘉庆十一年（1806年）为内阁侍读学士，十七年（1812年）为内阁学士、刑部侍郎。二十四年（1819年）在军机大臣上学习行走。多次审理刑狱办事秉公，筹划精心。后任禮部尚書。道光二年（1821年）三月庚戌，接替穆克登額，擔任工部尚書，后改吏部尚書。由宗室禧恩接任。十四年（1834年）十二月为东阁大学士，次年二月为文渊阁大学士，十六年（1836年）七月因疾病致仕。谥号文敬。

## 延伸阅读
[在维基数据编辑]
 《清史稿·卷363》，出自趙爾巽《清史稿》